# Transcription phonétique des langues chinoises
La transcription phonétique des langues chinoises est le fait de mettre à l'écrit la prononciation des langues chinoises dont l'écriture ne représente pas explicitement la prononciation. La langue chinoise est en effet traditionnellement écrite avec des sinogrammes, dont la représentation de base est pictographique et les combinaisons, représente des idées, ou partiellement des sons, mais ne permettent pas d'en déduire la prononciation exacte.
La transcription la plus couramment utilisée pour l'apprentissage du chinois en Chine, jusqu'au XXe siècle était  Fanqie, puis le bopomofo (ou zhuyin), une écriture phonétique dont les caractères sont des sous-ensemble de caractères ayant la même prononciation. Elle permet de décomposer n'importe quelle phonème du mandarin, en 1 à 3 caractères.
Lorsque les missionnaires jésuites sont arrivés en Chine et ont voulu retranscrire cette langue dans les langues européennes, ils l'ont d'abord fait approximativement, par une romanisation de l'écriture. Des voyageurs ou scientifiques venus d'autres systèmes d'écritures ont utilisé des cyrillisations et des arabisations.
D'autres systèmes de transcription existent cependant, issus des autres pays asiatiques ou de Chine elle-même.
Parmi les plus anciennes tentatives figurent vraisemblablement celles réalisées avec le sanskrit, hésitant avec la translittération. Des échanges linguistiques importants ont eu lieu dans un sens comme dans l'autre entre ces deux langues, du fait de la diffusion ancienne du bouddhisme.

## Principes de la transcription des langues chinoises
Il peut y avoir plusieurs buts techniques à une transcription : 
- rendre occasionnellement une transcription de noms étrangers (généralement des noms propres, tels des noms de personnes ou de lieux) pour la presse ou des cartes en une langue autre que celle d'origine;
- permettre une transcription phonétique approximative en un guide de conversation ou un dictionnaire de traduction. Plus généralement permettre l'apprentissage de la langue;
- permettre une conversion globale d'un système vers un autre, parfois avec un but politique. Il fut notamment un temps envisagé par le gouvernement de la République populaire de Chine de remplacer les sinogrammes par la romanisation hanyu pinyin. La langue doungane est par exemple un dialecte mandarin utilisant dorénavant l'alphabet cyrillique;
- spécifiquement pour les langues chinoises utilisant des sinogrammes, permettre un accès aux systèmes d'encodage, tels les claviers d'ordinateur ou de téléphone portable. Leur accès direct via les sinogrammes est en effet impossible étant donné le grand nombre de caractères différents (environ 10 000), et qui devraient dès lors utiliser autant de touches (voir notamment : méthodes d'encodage du chinois sur ordinateurs).

Un intérêt spécifique que l'on peut tirer de textes issus de méthodes de transcription anciennes est qu'elles sont un des outils privilégiés de la phonologie historique. Un exemple célèbre est le nom historique de Pékin, dénommée de nos jours Beijing. Cette évolution du nom en quelques siècles témoigne notamment d'une évolution phonologique, ici une palatalisation (voir notamment Pékin#Transcriptions).

## Romanisation, cyrillisation et arabisation

### Romanisation
De très nombreuses méthodes de romanisation des langues chinoises ont été développées depuis les premiers contacts entre la Chine et l'Europe. Ce souvent par des érudits ou missionnaires européens tels Matteo Ricci, et ce généralement pour les langues du sud de la Chine telles le minnan ou le cantonais.
Certaines de ces méthodes, dont le Gwoyeu Romatzyh et le Latinxua Sinwenz, ont été développées par les Chinois eux-mêmes. L'une d'entre elles, le hanyu pinyin, est désormais la méthode de transcription officielle du mandarin en République populaire de Chine.

#### Espérantisation
La revue périodique El Popola Ĉinio a mis au point son propre système de transcription du chinois.
Consonnes
- b	= b
- p	= p
- m	= m
- f	= f
- d	= d
- t	= t
- n	= n
- l = l
- g	= g
- k	= k
- h	= h
- j = ĝj
- q	= ĉj
- x	= ŝj
- y	= j
- zh = ĝ
- ch = ĉ
- sh = ŝ
- r	= ĵ
- z	= z
- c	= c
- s	= s
- w = ŭ

Voyelles
- a	= a
- o	= o
- e	= e
- ê	= e
- ai = aj
- ei = ej
- ao = aŭ
- ou = oŭ
- an = an
- en = en
- ang = ang
- eng = eng
- ü	= u
- i	= i
- u	= u
- er = er

Voyelles longues
- ie = je
- ia = ja
- üa = ŭa
- uo = ŭo
- üe = ŭe
- ei = ej
- ai = aj
- ao = aŭ
- iao = jaŭ
- iou = juŭ
- uei = ŭej
- uai = ŭaj
- ian = jan
- uen = ŭen
- üan = ŭan
- iang = jang
- iong = jong
- ueng = ŭeng
- uang = ŭang

### Cyrillisation
La cyrillisation des langues chinoises est généralement envisagée pour l'apprentissage du mandarin standard. À ce titre, elle offre une transcription vers l'alphabet cyrillique à partir des principales romanisations, dont le hanyu pinyin et la romanisation Wade-Giles.
Une langue cependant, la langue doungane, utilise l'alphabet cyrillique comme écriture de référence. Il s'agit en fait d'une transcription spécifique du mandarin lanyin.

### Arabisation
L'arabisation des langues chinoises a généralement été le fait de Chinois musulmans connaissant l'écriture arabe de par leur confession, mais pas nécessairement le chinois écrit, d'une étude plus difficile. Cette arabisation, notamment connue sous le nom de« Xiao'erjing », concerne essentiellement les mandarins du nord-est, lanyin et zhongyuan. L'écriture est ici un alphabet réel, et non un abjad comme pour l'arabe, qui ne rend que les consonnes.

## Transcriptions phonétiques chinoises

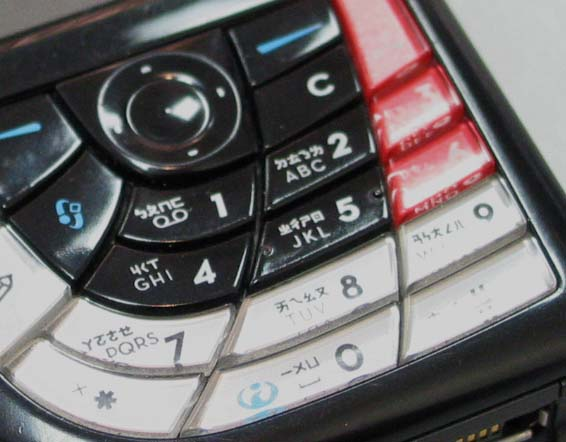
Clavier bopomofo à Taïwan

### Fanqie
Le Fanqie est une méthode ancienne de transcription phonétique en vigueur sous la Chine impériale, et utilisant des sinogrammes conventionnels pour exprimer d'une part la consonne et d'autre part la voyelle de la prononciation d'un sinogramme.

### Bopofomo
Le Bopofomo ou Zhuyin fuhao est une méthode de transcription phonétique développée en Chine au début du XXe siècle, utilisant un alphabet spécifique. Elle est désormais la méthode officielle de transcription à Taïwan pour l'apprentissage du mandarin et est largement utilisée pour son encodage sur claviers d'ordinateurs et téléphones portables. Il est également utilisé pour la transcription d'autres langues chinoises parlées à Taïwan, dont le Minnan et Hakka. Mais aussi pour noter les langues formosanes dont l'Atayal, le Seediq, le Paiwan, ou le Tao. Il est également la base pour le braille chinois à Taïwan.

### Nüshu
Le nüshu était un système d'écriture, exclusivement utilisée par les femmes du xian de Jiangyong, dans la province du Hunan en Chine.
Cette écriture est aujourd'hui disparue après le décès en 2004 de la dernière femme sachant l'utiliser.
Le nüshu n'est pas une langue mais une façon d'écrire le mandarin de façon incompréhensible aux hommes qui ne l'ont pas apprise. Il faut noter que le nüshu constitue un syllabaire et non une écriture logographique. Si certains des sept cents graphèmes environ que compte cette écriture sont inspirés librement des sinogrammes habituels, d'autres sont entièrement inventés.

### Braille chinois
Le braille chinois utilise deux ou trois caractères braille pour noter la prononciation d'un sinogramme d'après la prononciation du mandarin standard et ses transcriptions hanyu pinyin et bopomofo.

## Transcriptions phonétiques en langues asiatiques
Trois langues asiatiques principales entretiennent des relations particulières avec le chinois du fait de leur utilisation commune ancienne du chinois classique et du chinois littéraire. Si le coréen et le vietnamien ont abandonné l'écriture chinoise classique, celle-ci fait par contre toujours partie intégrante du système d'écriture du japonais sous le nom de Kanji.

### Japonais
Le japonais ne disposait pas à l'origine de système d'écriture propre. Le langage écrit était le chinois classique, et les caractères connus sous le nom de kanji. Les kana sont des systèmes syllabaires dont les caractères sont inspirés des kanji, et qui ont été développés pour écrire phonétiquement le japonais. Les kanji sont toujours utilisés dans le système d'écriture japonais, en même temps que les alpha-syllabaires kana. Un même mot peut ainsi être écrit en kanji (écriture idéographique), en kana (et plus précisément le système hiragana) ou même en rōmaji (romanisation japonaise). Les kanji peuvent être lus de deux façons, selon la lecture japonaise (Kun'yomi), ou selon la lecture chinoise (On'yomi). Cette lecture est cependant conventionnelle et ne rend qu'imparfaitement le mandarin.
Ces systèmes ne permettent pas en eux-mêmes de rendre une transcription phonétique du mandarin ou d'autres langues chinoises.
Deux exemples de lecture On'yomi (katakana, kanji, rōmaji) :
1. マージャン (麻將/麻雀), mājan (mahjong); májiàng en mandarin standard
2. ウーロン茶 (烏龍茶), ūroncha (Thé Oolong), wūlóng chá en mandarin standard

Inversement, le Kanbun est un système d'annotation des écrits chinois anciens pour leur prononciation en japonais.

### Coréen
Voir aussi Idu et Hyangchal

### Autres
L'écriture Phagspa (ou écriture carrée) fut un alphasyllabaire créé par le lama Tibétain Phagspa pour l'empereur Kubilai Khan au cours de la dynastie Yuan en Chine, comme écriture unifiée pour toutes les langues de l'Empire mongol.  Vers 1269, Kublai Khan demanda à Phagspa de composer un nouvel alphabet pour l'ensemble de son empire. Phagspa le dériva de son écriture natale, l'écriture tibétaine, (une écriture brahmique) pour être étendu au chinois et au mongol.
Il fut longtemps utilisé comme un alphabet phonétique pour les Mongols apprenant la langue chinoise.